# Powiat tłumacki
Powiat tłumacki – powiat województwa stanisławowskiego II Rzeczypospolitej. Jego siedzibą było miasto Tłumacz. 1 sierpnia 1934 r. dokonano nowego podziału powiatu na gminy wiejskie.
Do 1918 istniał powiat tłumacki (Galicja).

## Gminy wiejskie w 1934 r.
- gmina Chocimierz
- gmina Markowce
- gmina Niżniów
- gmina Olesza
- gmina Otynia (pocz. gmina Otynja)
- gmina Roszniów
- gmina Tarnowica Polna
- gmina Tłumacz
- gmina Oleszów

## Miasta
- Otynia
- Tłumacz
- Tyśmienica

## Miejscowości
- Lackie Nowe (wcześniej Sitauerówka)[2][3]

## Starostowie
- Świątkowski (-1935)[4]
- Władysław Józef Skłodowski (1935-1937)[5][6]